# Love Unlimited
Love Unlimited – singel bułgarskiej piosenkarki Sofi Marinowej, z którym wystąpiła w Konkursie Piosenki Eurowizji 2012, reprezentując Bułgarię.
Piosenka została nagrana oraz wydana w 2011 roku. Producentami i twórcami muzyki singla byli Krum Geoprijew i Jasen Kozew, a tekst napisała Donka Wasilewa.

## Tekst
Tekst piosenki mówi o tym, że piosenka, ból i miłość „nie mają granic, języków i kolorów” a są jednakowe dla wszystkich. Treść piosenki jest po bułgarsku, natomiast piosenka zawiera słowa: "Kocham cię" w dwunastu językach: tureckim (Seviyorum seni), greckim (σ'αγαπάω πολύ), hiszpańskim (Yo te quiero a ti), serbsko-chorwackim (Volim te), bułgarskim (w zdaniu: Теб обичам – ciebie kocham), romskim (But dehav tut mange), włoskim (Voglio bene a te), azerskim (Mən səni sevirəm), francuskim (Je t’aime), angielskim (w zdaniu: I love you so much – kocham cię bardzo).

## Eurowizja
14 stycznia 2012 roku Sofi Marinowa występowała z tą piosenką w bułgarskich kwalifikacjach do Eurowizji zajmując 2 miejsce po Desi Sławej z piosenką "Alive", notując 2162 SMS-ów od publiczności i 148 punktów od jury. W kolejnej odsłonie kwalifikacji 29 lutego 2012 roku zajęła pierwsze miejsce po zliczeniu głosów publiczności i punktów jury.
Na Eurowizji w Azerbejdżanie piosenka "Love Unlimited" nie dostała się do finału. W półfinale zajęła 11. miejsce, zdobywając 45 punktów – tyle samo, co dziesiąta Norwegia.